# Peirons
Els peirons són creus de pedra que (en les entrades dels pobles, cruïlles de camins i cims de muntanyes) marquen el terme o alguna celebració. Aquestes manifestacions artístic-religioses van ser creades per les persones que habitaven Els Ports al s.XV. Abans de la conquesta de Jaume I hi havien creus de fusta però els peirons de pedra van començar a aparèixer després. Són un signe de la cristianització dels enclavaments conquistats als musulmans.

## Peirons d'Els Ports
- Peiró de Sant Joan.